# Primeiro Grupamento do Exército dos Estados Unidos
O 1º Grupamento do Exército dos Estados Unidos (FUSAG em inglês), foi um exército fictício inventado pelos aliados durante a Segunda Guerra Mundial anteriormente ao Dia-D, como parte da Operação Quicksilver, que foi elaborada para distrair os alemães sobre o local da invasão da França. Para atrair a atenção do Eixo, George S. Patton foi colocado no comando do grupamento fabricado.

## História
O Primeiro Grupamento foi ativado em Londres em 1943 como parte do planejamento aliado para a invasão da França sob comando do General Omar Bradley. Quando o Décimo Segundo Exército Americano foi ativando em 1º de agosto de 1944, Bradley e sua equipe foram transferidos para o quartel general do novo exército. Devido à falta de pessoal o FUSAG continuou a existir no papel como parte da burla da Operação Quicksilver. Com o objetivo de fazer as forças alemãs acreditarem que a invasão aliada viria de Pas-de-Calais, a força fantasma foi estabelecida em Dover, diretamente oposta ao local através do Canal da Mancha. Para atrair a atenção dos comandantes alemães, o General Dwight D. Eisenhower colocou o General Patton no comando da força fantasma bem como aumentou o tamanho da formação para ser maior do que a força do Vigésimo Primeiro Exército de Bernard Montgomery. O exército incluia tanques infláveis, aviões de madeira e lona e balsas de desembarque falsas. Trilhas de esteiras de tanque falsas também foram feitas para aumentar os sinais de movimentação das tropas. Aviões da Luftwaffe que faziam reconhecimento não teriam como distinguir os falsos equipamentos de verdadeiros. O engodo funcionou tão bem que mesmo muito depois da invasão da Normandia, as forças alemãs continuaram esperando por pelo menos duas semanas pelo que eles imaginavam ser as verdadeiras forças de invasão.

## Unidades subordinadas
(formações eram inseridas e retiradas do FUSAG periodicamente para ajudar no engodo e acomodar necessidades reais)
- Décimo Quarto Exército dos Estados Unidos
- Quarto Exército (Reino Unido)